# Суюнов, Кудрат
Кудрат Суюнов (1919—1943) — сержант Рабоче-крестьянской Красной Армии, участник Великой Отечественной войны, Герой Советского Союза (1943).

## Биография
Кудрат Суюнов родился 6 февраля 1919 года в кишлаке Ингичка (ныне — Нарпайский район Самаркандской области Узбекистана). После окончания трёх классов школы работал в колхозе. В 1939 году Суюнов был призван на службу в Рабоче-крестьянскую Красную Армию. С начала Великой Отечественной войны — на её фронтах.
К сентябрю 1943 года сержант Кудрат Суюнов командовал отделением 109-го стрелкового полка 74-й стрелковой дивизии 13-й армии Центрального фронта. Отличился во время форсирования Десны. 12 сентября 1943 года отделение Суюнова участвовало в боях за расширение плацдарма на западном берегу Десны в районе села Оболонье Коропского района Черниговской области Украинской ССР. В критический момент боя Суюнов лично уничтожил вражескую огневую точку, мешавшую продвижению вперёд, но и сам при этом погиб. Похоронен в Оболонье.
Указом Президиума Верховного Совета СССР от 16 октября 1943 года за «мужество и героизм, проявленные при форсировании Десны и удержании плацдарма на её правом берегу» сержант Кудрат Суюнов посмертно был удостоен высокого звания Героя Советского Союза. Также посмертно был награждён орденом Ленина.
В честь Суюнова названа школа на его родине, установлен бюсты в Акташе, Зиёвуддине и Оболонье

## В культуре
В 1969 году на киностудии «Узбекфильм» о нём был снят художественный фильм «Возвращайся с солнцем».